# Club Deportivo Libertad
O Club Deportivo Libertad, apelidado de Los Tigres Cañoneros, é um clube argentino de futebol e basquete, sediado na cidade de Sunchales na Província de Santa Fé e fundado em 25 de maio de 1910. Suas tradições futebolísticas são bastante modestas, sem aparições relevantes no cenário nacional. Já no basquete, é uma das equipes mais tradicionais da Argentina.

## Uniforme
- Uniforme títular: Camisa com listras amarelas e pretas, short preto e meias amarelas.
- Uniforme alternativo: Camisa amarela e branca, short amarelo e meias brancas.

## Dados do clube

### Futebol
- Temporadas na 1ª Divisão: 0
- Temporadas na 2ª Divisão: 0

### Basquete
- Melhor colocação no Torneio Top 4: 1º (2002)
- Melhor colocação no Torneio Super 8: 1º (2005) e (2007)
- Melhor colocação na Copa Argentina: 3º (2004/2005/2006)
- Melhor colocação no Campeonato Sulamericano de Clubes Campeões: 3º (2005) e 2º (2008)
- Melhor colocação na Liga Sul-Americana: 1º (2002) e (2007)
- Melhor colocação na Liga Nacional: 1º (2007/2008) 2º (2000/2001 y 2005/2006) 3º (2004/2005 - 2006/2007 e 2008/2009)